# Onda de leste
Os Distúrbios Ondulatórios de Leste, (DOL) ou pelo nome mais conhecido Ondas de Leste são um fenômeno meteorológico formado na área de influência dos ventos alísios próxima da Linha do Equador, especialmente nos meses outono e inverno do hemisfério sul. Este tipo de distúrbio produz forte liberação de calor, causando perturbações no vento e na pressão atmosférica, se estendendo a mais de 1000 km ou mais na baixa troposfera. Deslocam-se desde a costa oeste da África para o continente americano, provocando chuva nas regiões costeiras do litoral leste da Região Nordeste do Brasil, principalmente na Zona da Mata, podendo influenciar a área desde o litoral do Rio Grande do Norte até o Recôncavo Baiano e, em algumas ocasiões, o litoral do Ceará também chega a ser influenciado por este sistema. Este tipo de sistema, também é detectado no Pacífico leste e também no oeste.

## Primeiros estudos
Esta corrente de ventos em áreas tropicais, foi observada por estudiosos por meteorologia desde 1940 ao notarem um deslocamento das isóbaras de 24 horas na área do Caribe de leste para oeste. Ao idealizarem esta descoberta, estes estudiosos observaram que os campos de pressão atmosférica também de deslocam para oeste dentro desta corrente em estado básico. Neste estudo foi detectado que as nuvens associadas a esta circulação de ventos, tinham um formato de "V" invertido. Já em 1975, outro estudioso começou a relatar sobre a dinâmica que estes distúrbios provocam no Atlântico Sul e comparou imagens de satélite do inverno de 1967 construídas. Nestas análises, foi notado uma fileira de nuvens carregadas bem definidas desde 10° E até 40° O, cujas estruturas, delimitaram durante 4 dias velocidade média propagada de 10 m/s com comprimento das ondas chegando a 4000 km. Em 1986, um outro estudo foi feito investigando a passagem das ondas de leste com as chuvas na Ilha de Ascensão, utilizando imagens e cartas com registros de vento. Embora não exista estrutura definida, foi constatado uma inter-relação entre os encontrados no Hemisfério Norte com esta circulação de ventos. Sendo assim, as precipitações mais intensas causadas pelos distúrbios, se originam principalmente da África Equatorial.
Em 1996, uma outra análise feita constatou que estes distúrbios influenciam principalmente no verão, outono e inverno. Na estação mais quente, o alongamento desta linha de instabilidade pode alcançar os 7000 km, com velocidade de até 14 m/s; no outono, até 6000 km com velocidade de até 13 m/s e no inverno, o alongamento é mais curto com até 4000 km de extensão mas também com velocidade de até 13 m/s.